# Cis schwenkei
Cis schwenkei is een keversoort uit de familie houtzwamkevers (Ciidae). De wetenschappelijke naam van de soort werd in 1974 gepubliceerd door Abdullah.